# Jan Kozioł
Jan Kozioł – poseł do Sejmu Krajowego Galicji I kadencji (1863–1867), włościanin z Łęków Górnych w powiecie Żabno.
Wybrany w IV kurii obwodu Tarnów, z okręgu wyborczego nr 68 Dembica-Pilzno w 1863, na miejsce Jana Przybyło, który złożył mandat po I sesji Sejmu. Wybór Kozioła został unieważniony, ale w powtórnych wyborach ponownie został wybrany.